# Sayonara, Ozu-sensei
Sayonara, Ozu-sensei (さよなら、小津先生?) è una serie televisiva giapponese del 2001 trasmessa su Fuji Television.

## Trama
In un attimo, la vita del cinquantenne Nanpei Ozu cambia completamente: da essere un rispettabile banchiere in una prestigiosa filiale di New York, viene infatti arrestato per aver compiuto alcuni accordi sottobanco totalmente contrari alla legge. Dopo essere stato scarcerato e ritornato in Giappone, scopre che la situazione è assai peggiore di quanto sospettasse, dato che non ha letteralmente più niente: la sua famiglia l'ha infatti abbandonato, e le sue proprietà liquidate. Per non soccombere al proprio destino, si trova così costretto ad accettare un lavoro da insegnante in un liceo di Tokyo, sebbene detesti i ragazzi con tutto sé stesso.